# Казимир-Антоній Дзержановський
Казимир-Антоні Дзєржановський (пол. Kazimierz Antoni Dzierżanowski; 24 жовтня 1872, с. Галущинці, нині Тернопільського району Тернопільської області, Україна — 1940, м. Київ) — польський військовик, генерал дивізії (1924), жертва Катинського розстрілу

## Життєпис
Мати Марія походила з української сім'ї Федоровичів. Її батько Антоній Федорович (1806—1881) — дідич Галущинців. Кузинами були Володислав — землевласник, публіцист, культурно-просвітницький, громадсько-політичний діяч, меценат, дійсний член НТШ, та Володимир — підполковник УГА. Батько — Зигмунт Дзєржановський, дідич маєтку в селі Чагарі.
Навчався у гімназії в Тернополі.
Після Першої світової війни командував військовими округами у Варшаві, Познані (Польща), Гродно (нині Білорусь).
Восени 1939 року Дзєржановського заарештували органи НКВС у Львові, влітку 1940 року перевезли до Києва, де в ув'язненні помер.
У 2012 році перепохований на польському військовому кладовищі на території заповідника Биківнянські могили.
В 1941 році генерал Владислав Сікорський , не маючи інформації про трагічну долю генерала, розглядав його кандидатуру на посаду керівника Польських збройних сил в СРСР, але радянська влада стверджувала, що їм невідомо про долю генерала.